# Alain Huyghues-Lacour
Pour les articles homonymes, voir AHL.
Alain Huyghues-Lacour (alias AHL), né en 1946, est un journaliste français de jeux vidéo. 

## Biographie
Alain Huyghues-Lacour commence sa carrière dans la musique. Tout d'abord secrétaire de Demis Roussos, il devient directeur artistique d'EMI Music. Il est parolier, notamment pour Mireille Mathieu (Un jour tu reviendras).
Il devient ensuite l'un des premiers journalistes français spécialisés dans le jeu vidéo, rejoignant le titre Tilt en 1987, dans lequel il gagne sa renommée,.
En 1991, il devient rédacteur en chef de Joystick et lance la même année le magazine Mega Force consacré à l'univers Sega. Il s'agit du premier magazine consacré en exclusivité à une marque de jeux vidéo en France.
Au début de l’année 1993, Hachette Disney Presse (HDP) est en pourparlers très avancés pour acquérir l’ensemble des titres Joystick, Joypad, Mega Force et Super Power appartenant à la société Sipress. Alain Huyghues-Lacour après avoir développé tous ces titres à l’exception de Super Power n’est pas considéré comme indispensable par le propriétaire de Sipress, Marc Andersen. Son salaire mensuel de 35000 francs ne joue aussi pas en sa faveur. Finalement seuls Joystick et Joypad deviennent la propriété exclusive de HDP et Marc Andersen en devient le directeur des rédactions. AHL est ainsi licencié par ce dernier avec l’aval de ses supérieurs.
En 1994, il prend les rênes du magazine Consoles + pendant une période de 10 ans. « Moins d'un an après son arrivée à la rédaction en chef, le magazine attribuait une note de 150 % à Donkey Kong Country ». Face au déclin de la presse vidéoludique en lien avec l'émergence du net, il écrit son dernier édito à l'occasion du numéro 146 de mars 2004 et prend sa retraite. Entre 1999 et 2000, il est rédacteur en chef de Nintendo magazine,.
Après cinq ans d'inactivité, Alain Huyghues-Lacour revient peu à peu dans l'actualité spécialisée via le magazine Pix'n Love (qui lui consacre un article dans son numéro 5 en 2008), puis avec l'association MO5.com qui fait appel à lui pour l'aider à se médiatiser et se développer. Mais c'est surtout en 2009 que AHL revient à l'actu vidéo-ludique en intervenant régulièrement sur le site Gameblog où il présente Versus l'émission avec Cyril Drevet jusqu'en 2011 (plus une émission spéciale en 2017 pour la sortie de la Nintendo Switch), dans laquelle les deux journalistes opposent leurs avis contradictoires sur un sujet lié à l'industrie vidéoludique.
Par la suite, il lance deux chroniques en solo intitulées « Les Histoires du Jeu Vidéo » et « la minute d'AHL ». Durant celles-ci, le journaliste revient sur des jeux et machines qui l'ont marqué ou qui font l'actualité. L'éviction du cofondateur Julien Chièze en 2017 le pousse à quitter l'entreprise également. Depuis, il intervient régulièrement sur la chaîne YouTube de ce dernier.